# Liviu Librescu
Liviu Librescu (n. 18 august 1930, Ploiești, România – d. 16 aprilie 2007, Universitatea de Stat și Institutul Politehnic Virginia, Virginia, SUA) a fost un profesor de inginerie și mecanică la Universitatea Virginia Tech și supraviețuitor al Holocaustului. Domeniile sale principale de cercetare și expertiză erau aeroelasticitatea și aerodinamica sistemelor instabile. Profesorul Librescu a decedat prin împușcare în masacrul petrecut în 2007 la Virginia Tech, în timp ce încerca să blocheze intrarea în sala lui de clasă în fața trăgătorului asasin pentru a-și proteja studenții și a le da timp să fugă.

## Viața
Liviu Librescu s-a născut la Ploiești, într-o familie evreiască, fiul avocatului Izidor Librescu. În anul 1940, în conformitate cu legile antievreiești, Izidor Librescu a fost exclus din barou, iar în anul 1941 a fost deportat în Transnistria. Liviu și mama lui au găsit adăpost la rude și cu toții au fost internați în ghetoul din Focșani. După ce a căzut guvernul lui Ion Antonescu, tatăl lui Liviu s-a întors și a devenit activ în partidul liberal condus de Gheorghe Tătărescu. Liviu s-a ocupat cu învățătura și datorită talentului său a continuat să învețe și în perioada comunistă, deși avea „origine socială nesănătoasă”. În continuare, a lucrat la "Institutul de cercetări de mecanică aplicată al Academiei RPR" și a înaintat în științe făcându-și un bun nume de savant. Liviu a reușit să trimită clandestin în străinătate un manuscris care a fost publicat în Olanda. Mai târziu, a primit premiul "Traian Vuia" al Academiei Române.
Liviu Librescu a cerut permis de emigrare în Israel, dar guvernul comunist l-a refuzat. În anul 1978, după ce primul ministru israelian, Menachem Beghin, l-a rugat personal pe Nicolae Ceaușescu, Librescu a primit permisiunea de a pleca în Israel. În Israel, Librescu a fost profesor de aeronautică la Universitatea din Tel Aviv până în anul 1985, când a trecut la Virginia Polytechnic Institute and State University, în Statele Unite ale Americii.
Liviu Librescu a fost un evreu laic, cetățean israelian, foarte legat de Israel, unde locuiesc copiii și nepoții lui (și văduva lui s-a mutat în Israel după moartea sa) și unde a fost înmormântat după masacrul de la Virginia Tech, din Statele Unite ale Americii. Cu toate că el și familia sa au fost prigoniți în perioada antonesciană, el nu a învinuit tot poporul român și chiar a fost printre semnatarii propunerii adresate institutului Yad Vashem ca să recunoască pe Regina mamă Elena ca dreaptă între popoare.
Președintele României, Traian Băsescu, i-a acordat post-mortem Ordinul Național Steaua României pentru rolul său eroic în evenimentele de la Virginia Tech.

## Publicații
Aceasta este o listă parțială de publicații pe care Liviu Librescu le-a scris singur sau în colaborare:

- Librescu, Liviu (2006). Thin-walled composite beams: Theory and Application. Dordrecht, Olanda: Springer. ISBN 9781402034572. OCLC 62363828.
- Cederbaum, G. (1992). Random Vibrations and Reliability of Composite Structures. Lancaster-Basel: Technomic Publishing Co.
- Librescu, Liviu (1976). Elastostatics and Kinetics of Anisotropic and Heterogeneous Shell-Type Structures. Leyden: Noordhoff International. ISBN 9789028600355. OCLC 2092328.
- Librescu, Liviu (1969). Statica și dinamica structurilor elastice anizotrope și eterogene. București: Editura Academiei Republicii Socialiste România. OCLC 17866878.